# Leiobunum politum
Leiobunum politum is een hooiwagen uit de familie Sclerosomatidae.